# Afrigue
Afrigue (falecido no século IV) foi o fundador da Dinastia afríguida da Corásmia. Diz-se que ele construiu uma fortaleza conhecida como Fil ou Fir perto de sua capital em Cate (atual Beruni). Não se sabe muito mais sobre ele; mais tarde ele foi sucedido por seu filho Bagra.